# Paranannopus wellsi
Paranannopus wellsi är en kräftdjursart som beskrevs av Soyer 1975. Paranannopus wellsi ingår i släktet Paranannopus och familjen Pseudotachidiidae. Inga underarter finns listade i Catalogue of Life.